# Les Sentinelles (film, 2017)
Pour les articles homonymes, voir Les Sentinelles.
Pour plus de détails, voir Fiche technique et Distribution.
Les Sentinelles est un documentaire français réalisé par Pierre Pézerat, sorti en 2017, qui retrace le combat judiciaire mené par des ouvriers victimes de l'amiante, ainsi que des agriculteurs et des salariés exposés à des pesticides.

## Synopsis
D'anciens ouvriers et ouvrières d'Amisol, usine de filage et de tissage d'amiante, touchés par de l'asbestose, retracent leurs combats pour obtenir dommages et faire interdire l'usage de ces fibres. Le tableau des maladies professionnelles inclut pourtant l'amiante depuis 1945.
Intoxiqué par le pesticide Lasso, Paul François explique son parcours, aboutissant à la création de l'association Phyto victimes, et sa lutte pour être indemnisé par Monsanto, défendu par un spécialiste du barreau : Maître François Lafforgue. Un autre exploitant agricole, ayant traité ses cultures avec du Gaucho pendant des années, obtient reconnaissance de sa maladie de parkinson comme maladie professionnelle.
Des ex-salariés du céréalier Triskalia dénoncent les méthodes employées par l'entreprise avec utilisation de produits phyto-sanitaires interdits ou en surdosage, les ayant rendus hypersensibles chimique multiple (MCS).
Agissant comme précurseurs et recevant l'appui scientifique de chercheurs comme Henri Pézerat, Annie Thébaud-Mony et André Picot, ces femmes et hommes deviennent des lanceurs d'alerte,.

## Fiche technique
- Réalisation : Pierre Pézerat
- Directeurs de la photographie : Pierre Guichard, Guillaume Laidet, Mathieu Le Bivic, Pierre Pézerat, Xavier Robert
- Musique : Gilles Pézerat, Vivien Pézerat
- Montage : Pierre Pézerat
- Son : Eric Claudin, Gilles Pézerat, Kevin Roger
- Production et distribution (y compris DVD) : Destiny Films
- Genre : documentaire
- Date de sortie cinéma : 8 novembre 2017
- Date de sortie DVD : février 2019

## Hommage
Au travers de ce film, Pierre Pézerat rend hommage à son père Henri Pézerat, chercheur au CNRS, qui alerta le premier sur les problèmes liés à l'amiante.

### Filmographie
- Le documentaire Nos enfants nous accuseront (2008)
- Le documentaire Notre poison quotidien (de Marie-Monique Robin, 2010) ; commentaires scientifiques[10].
- Le documentaire La mort est dans le pré de Éric Guéret (2012)[11].